# پودگورنی (شهرستان مایکوپسکی، آدیغیه)
پودگورنی (به لاتین: Podgorny) یک منطقهٔ مسکونی در روسیه است که در آدیغیه واقع شده‌است.